# Thuật ngữ giải phẫu thần kinh
Bài viết này giải thích các thuật ngữ giải phẫu học nhằm để mô tả hệ thống thần kinh trung ương và ngoại biên - bao gồm não bộ, thân não, tủy sống và thần kinh.

## Thuật ngữ giải phẫu thần kinh
Giải phẫu thần kinh học cũng giống như các chuyên ngành khác của giải phẫu học, đó là sử dụng thuật ngữ chuyên môn đặc thù để đề cập đến các cấu trúc giải phẫu. Chính nhờ việc sử dụng hệ thống thuật ngữ nên ngoài việc đảm bảo tính chính xác và nhất quán, mà còn giúp giảm thiểu tối đa sự mơ hồ và tối nghĩa của chúng. Sự đa dạng của thuật ngữ phụ thuộc sự khác nhau về mặt cấu trúc và chức năng. Các thuật ngữ thường bắt nguồn từ tiếng Latin và Hy Lạp, và cũng như các lĩnh vực giải phẫu học khác chúng được tiêu chuẩn hóa trên cơ sở được chấp thuận rộng rãi quốc tế (Terminologia Anatomica).
Khi xét cơ thể người trong một tư thế giải phẫu tiêu chuẩn, với cơ thể đứng thẳng và đối diện với người quan sát, hai tay buông thỏng và lòng bàn tay hướng về phía trước. Các loài vật khác cũng tương tự như vậy, nhằm thống nhất trong việc định khu giải phẫu theo một hướng nhất định, tuy rằng có sự khác biệt đáng kể bởi cấu tạo chi ở chúng.

### Vị trí giải phẫu
Thuật ngữ giải phẫu vị trí phụ thuộc vị trí và loài vật được mô tả đến.
Để hiểu được những thuật ngữ định hướng giải phẫu, ta xét một hệ thống thần kinh trung ương ở cá hay thằn lằn. Ở loài vật như thế thuật ngữ "rostral" chỉ phía mỏ, "caudal" phía đuôi, "ventral" phía bụng, và "dorsal" có nghĩa là hướng lưng. Xem bài thuật ngữ giải phẫu vị trí để hiểu rõ hơn về các thuật ngữ này.
Để phục vụ cho nhiều mục đích "trần thuật" giải phẫu. Thì nói đến vị trí và phương hướng không thể nhắc đến mặt phẳng và trục giải phẫu. Do cơ thể người nói chung và não bộ nói riêng là một vật thể trong không gian ba chiều; như vậy hệ quy chiếu cho mặt phẳng và trục giải phẫu được xác định dựa trên kĩ thuật lập thể (stereotaxy).
Các thuật ngữ thông dụng được sử dụng một cách đặc thù xuyên suốt chuyên ngành giải phẫu, gồm có anterior / posterior phân biệt phần trước và phần sau của cấu trúc; superior / inferior là phần trên và phần dưới, medial / lateral là phần trong và phần ngoài so với đường giữa tượng trưng, và proximal / distal là phần gần và phần xa so với điểm gốc.
Một số thuật ngữ được sử dụng rất phổ biến trong giải phẫu thần kinh:
- Rostral và caudal: Ở loài động vật với hệ thần kinh trung ương "tuyến tính", thuật ngữ rostral (bắt nguồn từ tiếng Latin rostrum với nghĩa là "mỏ") và anterior được xem là tương đồng về nghĩa; và caudal (bắt nguồn từ tiếng Latin cauda với nghĩa là "đuôi") tương tự như posterior. Tuy nhiên là do con người trong tư thế đứng thẳng, nên hệ thần kinh "bẻ cong" 90 độ tức là theo chiều dọc. Vị trí bắt đầu là từ nơi nối giữa gian não và trung não (cầu gian - trung não). Vì thế nên thuật ngữ cũng thay đổi ngay vị trí đó. Phía trên cầu gian - trung não, thuật ngữ mô tả lúc này giống với hệ thần kinh theo chiều ngang như ở động vật; rostral đồng nghĩa với anterior và caudal đồng nghĩa với posterior. Dưới cầu gian - trung não thuật ngữ rostral đồng nghĩa với superior và caudal đồng nghĩa với inferior.[1]
- Dorsal và ventral: Thuật ngữ dorsal (bắt nguồn từ tiếng Latin dorsum với nghĩa là "lưng") và superior được xem là tương đồng về nghĩa; và ventral (bắt nguồn từ tiếng Latin venter với nghĩa là "bụng") tương tự như inferior. Tương tự thuật ngữ thay đổi từ vị trí bắt đầu là từ nơi nối giữa gian não và trung não ở người. Phía trên cầu gian-trung não, thuật ngữ mô tả lúc này giống với hệ thần kinh theo chiều ngang như ở động vật; dorsal đồng nghĩa với superior và ventral đồng nghĩa với inferior. Tuy nhiên dưới cầu gian-trung não thuật ngữ dorsal đồng nghĩa với posterior và ventral đồng nghĩa với anterior.[1]
- Contralateral nghĩa là đối bên và ipsilateral là cùng bên lấy mặt phẳng dọc làm gốc.

### Mặt phẳng và trục giải phẫu

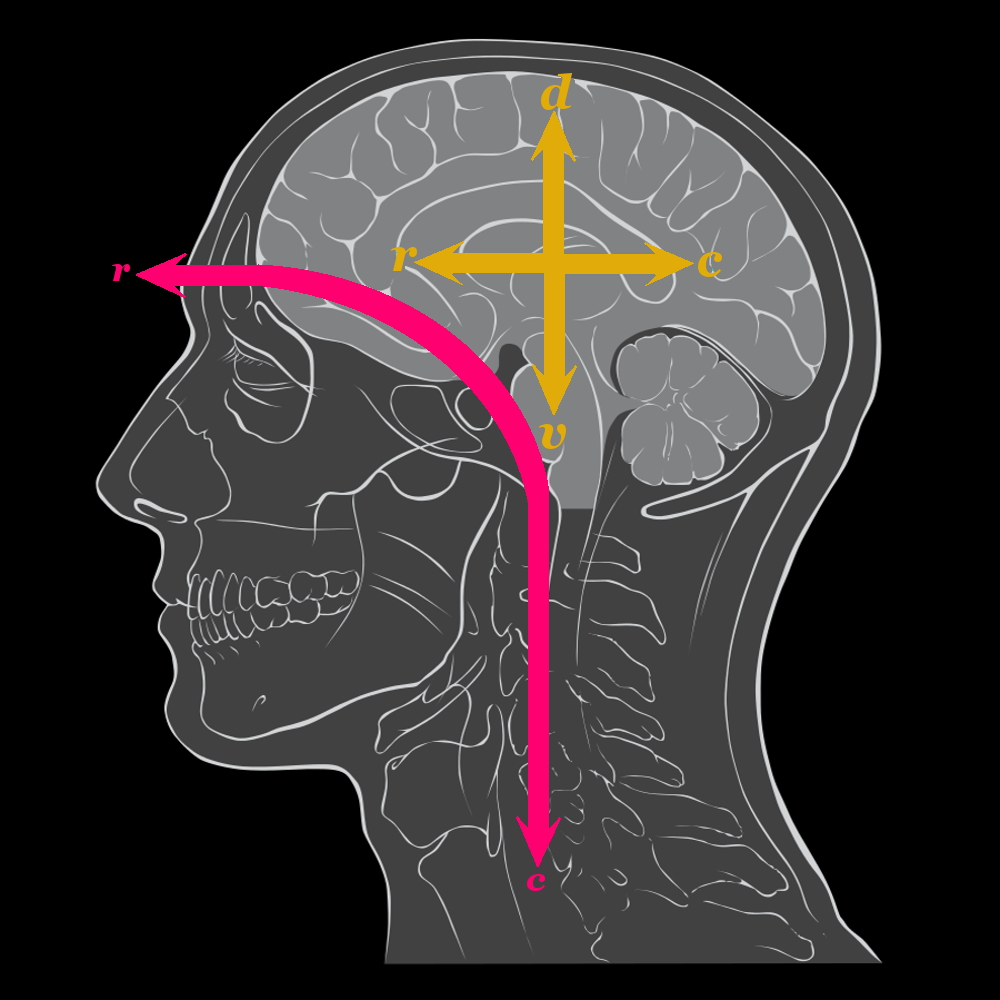
Định hướng trục giải phẫu đối với cấu trúc não người khác với lại trục giải phẫu của cơ thể người.
Trục hồng cho thấy sự đổi hướng vuông góc 90 độ:
c: Caudal
r: Rostral
Trục cam thể hiện quy ước cho định danh vị trí cho bộ não:
c: Caudal (mặc dù không phải là hướng về đuôi)
d: Dorsal (mặc dù không phải là hướng về lưng)
r: Rostral (mặc dù không phải là hướng về mỏ)
v: Ventral (mặc dù không phải là hướng về bụng)

- d: Trục trên-dưới hoặc trục lưng-bụng (vàng)
- l: Trục trái-phải hoặc trục bên (màu lục lam)
- m: Trục trước-giữa-sau hoặc trục mỏ-đuôi (màu hồng)

- A: Mặt phẳng trục (màu lam), chứa cả hai trục trong và trục ngoài
- C: Mặt phẳng trán (màu lục), chứa hai trục hướng tâm và trục ngoài
- S: Mặt phẳng dọc (màu đỏ), chứa hai trục hướng tâm và trục trong

- e: Nhãn cầu
- P: Mặt phẳng bên (màu vàng) cắt xuyên qua một bên mắt; những mặt phẳng bên khác cũng tương tự song song với mặt phẳng dọc.

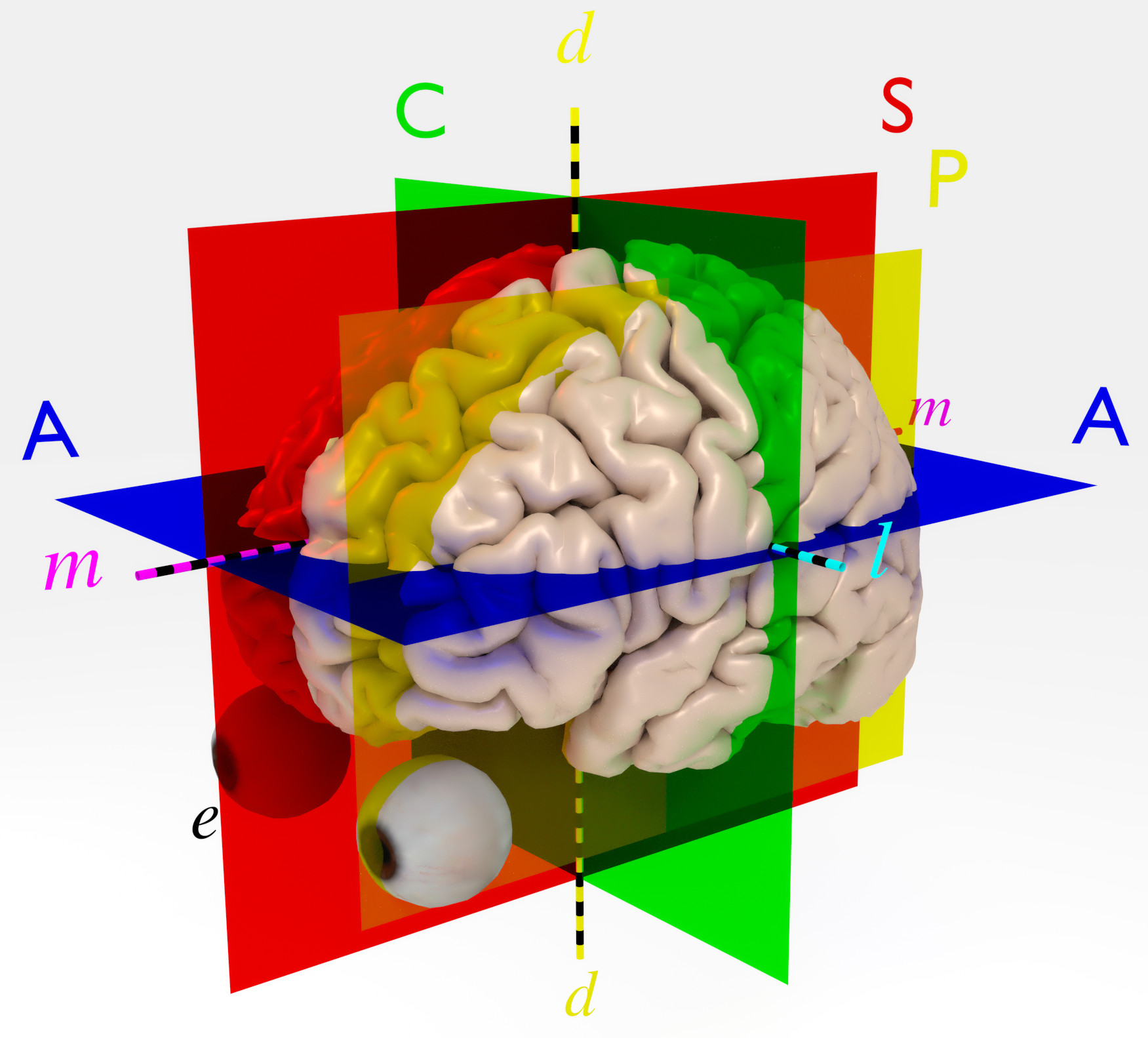
Trục và mặt phẳng giải phẫu đóng vai trò định vị não người. Gồm có ba trục: d: Trục trên-dưới hoặc trục lưng-bụng (vàng)
l: Trục trái-phải hoặc trục bên (màu lục lam)
m: Trục trước-giữa-sau hoặc trục mỏ-đuôi (màu hồng)
Tương ứng có ba mặt phẳng chính: A: Mặt phẳng trục (màu lam), chứa cả hai trục trong và trục ngoài
C: Mặt phẳng trán (màu lục), chứa hai trục hướng tâm và trục ngoài
S: Mặt phẳng dọc (màu đỏ), chứa hai trục hướng tâm và trục trong
Ngoài ra còn có: e: Nhãn cầu
P: Mặt phẳng bên (màu vàng) cắt xuyên qua một bên mắt; những mặt phẳng bên khác cũng tương tự song song với mặt phẳng dọc.

Mặt phẳng và trục giải phẫu là tiêu chuẩn căn cứ vào đó để miêu tả các cấu tạo giải phẫu ở động vật. Ở người và nhiều động vật linh trưởng khác, trục hệ thống thần kinh trung ương không thẳng, mà thay vào đó bị lệch để có thể nhìn về phía trước khi cơ thể trong tư thế thẳng đứng. Điều này có ý nghĩa rằng là sự khác nhau về thuật ngữ phản ánh sự khác biệt về não bộ linh trưởng với toàn bộ các động vật có xương sống còn lại. Chẳng hạn như để miêu tả bộ não con người, "rostral" vẫn mang nghĩa là "hướng về phía mỏ hay mõm", nhưng trong bất cứ tình huống nào thì ngay sau mặt không dùng "rostral", mà hàm ý rằng đó là trong khoang sọ. "Caudal" có nghĩa là "hướng về đuôi", nhưng không phải là "hướng về phía sau khoang sọ" (ám chỉ cho posterior). Trục rostral-caudal của hệ thống thần kinh trung ương người (màu hồng sẫm), lệch 90 độ tại trung não và tiếp tục cho đến thân não và tủy sống. Trong giải phẫu học người, thùy chẩm và phần phía sau đầu là posterior, không phải là dùng caudal.
"Superior" mang nghĩa là hướng về phía đỉnh đầu, và "inferior" là hướng về phía tận cùng gan chân khi đứng. Bộ não ngụ phía trên tủy sống ở người, và ở phía trước đối với các loài động vật bốn chân.
"Dorsal" có nghĩa là hướng ra phía lưng (người và động vật). Trong giải phẫu thần kinh học người, thì từ này lại bị "bóp méo" theo một cách nào đó, tức đồng nghĩa với từ "superior". Thuật ngữ "ventral" còn ám chỉ đến trục rostral-caudal của hệ thống thần kinh trung ương, và khi xét từ trung não trở lên thì thuật ngữ thay đổi.
Các mặt phẳng tham chiếu thường được sử dụng nhất đó là:
- Mặt phẳng trục hoặc ngang song song với mặt đất, lúc đó cơ thể người trong tư thế giải phẫu tiêu chuẩn, nó chứa (đồng thời được xác định bởi) trục ngoài và trong của não.
- Mặt phẳng trán, một mặt phẳng vuông góc với với mặt đất, cắt xuyên qua đường khớp trán đỉnh của hộp sọ (hoặc đi xuyên qua hai tai). Hay là bất kỳ mặt phẳng nào song song với mặt phẳng này. Không có khái niệm "mặt phẳng cạnh trán", mà chỉ có mặt phẳng dọc bên được sử dụng nhiều hơn.
- Mặt phẳng dọc, một mặt phẳng vuông góc với với mặt đất, cắt dọc giữa hai lỗ mũi và phân chia hai bán cầu đại não thành nửa trái và nửa phải đều nhau. "Mặt phẳng giữa" cụ thể xác định rõ đường giữa, và phân chia cơ thể thành hai phần tạo nên tính đối xứng. Nó chứa đồng thời cả hai trục lưng-bụng và trục trong của não, và mặt phẳng dọc bên (hay đơn giản là bên) được xem là bất cứ mặt phẳng nào song song với mặt phẳng dọc.

## Thần kinh

### Chức năng
Các thuật ngữ chuyên môn được sử dụng cho dây thần kinh ngoại biên, gồm cả sợi đến và sợi đi tại vị trí nhất định.
Một sợi thần kinh đến tại vị trí nhất định, chẳng hạn như sợi đến thể vân.
Một sợi thần kinh đi ra từ vị trí nhất định, chẳng hạn là sợi ra vỏ não. Cần phải nhớ rằng các sợi thần kinh dẫn truyền tín hiệu theo hướng khác phía, nghĩa là sợi bên trái thuộc bán cầu não trái chi phối cho cơ quan đáp ứng bên phải.

### Sợi thần kinh bắt chéo
Thuật ngữ cũng mô tả đường đi của các sợi thần kinh:
Giao thoa (bắt nguồn từ chữ Hy Lạp "Chi") được dùng để mô tả sự bắt chéo cấu trúc của các dây (hay sợi) thần kinh ngoại biên giữa hai bán cầu đại não. Điển hình nhất có thể kể đến đó là giao thị.
Bắt chéo chữ thập (bắt nguồn từ chữ Latin 'deca', nghĩa là 10, và được viết dưới dạng chữ cái X in hoa), là nói đến các sợi thần kinh thuộc hệ thống thần kinh trung ương xuyên thẳng mặt phẳng dọc để qua phía đối diện, và kết nối nhiều vùng khác nhau của não bộ lại với nhau. Có hai loại:
- Loại 1 bắt chéo qua mặt phẳng dọc trong cùng một vùng não hoặc là đoạn tủy gai mà vị trí thân tế bào có sự hiện diện. Ví dụ như là các tế bào Mauthner ở cá và loài lưỡng cư.
- Loại 2 bắt chéo qua mặt phẳng dọc nhưng khác vùng não. Điển hình là bắt chéo tháp.

Loại đầu tiên thì xảy ra ở loài động vật không có xương sống, trong khi đó loại thứ hai chủ yếu chỉ có ở động vật có xương sống. Loại thứ hai được cho là do nguyên nhân trục xoắn.
Mép là cấu trúc kết nối các sợi trục của hai bán cầu đại não trái phải với nhau và trong cùng một khu vực. Chẳng hạn như các bó sợi thần kinh "bắc cầu" cho hai bán cầu đại não, chính là mép trước, mép sau, thể chai, mép hải mã và mép cương. Tủy sống cũng có mép trắng trước.
Hạch có thể cũng được coi là có sự bắt chéo vi mô trong thần kinh, nhưng chúng vẫn tồn tại các synap và có thân tế bào. Trong khi đó những loại bắt chéo khác thì không bao giờ có sự hiện diện của synap cũng như là thân tế bào nơron.
Sự khác nhau cơ bản giữa giao thoa và bắt chéo đó chính là thuật ngữ giao thoa định hình bởi cấu trúc ngoại biên, còn bắt chéo thì diễn ra ngay trong hệ thần kinh trung ương. Mép nối kết các 'cứ điểm' khu vực tương đồng đối xứng, và sự bắt chéo liên kết những khu vực khác nhau của não bộ.

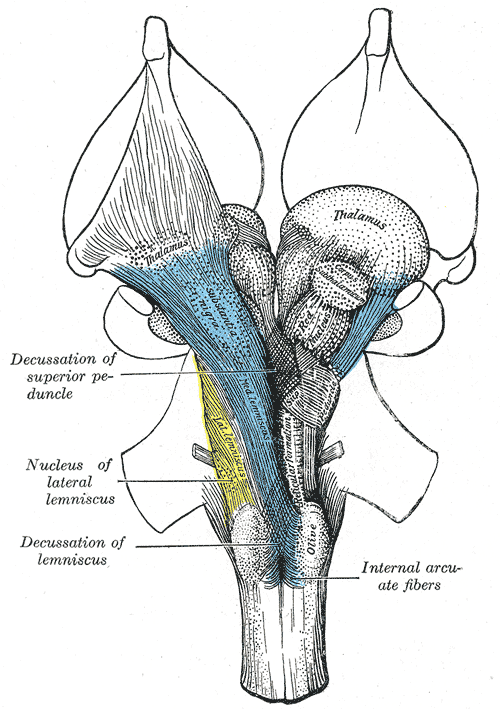
Thân não nhìn từ mặt trước, cho thấy sự bắt chéo cấu trúc cuống nhỏ trên và mấu hạ bì, ở đó các sợi thần kinh băng qua phía đối bên tạo hình chữ thập.
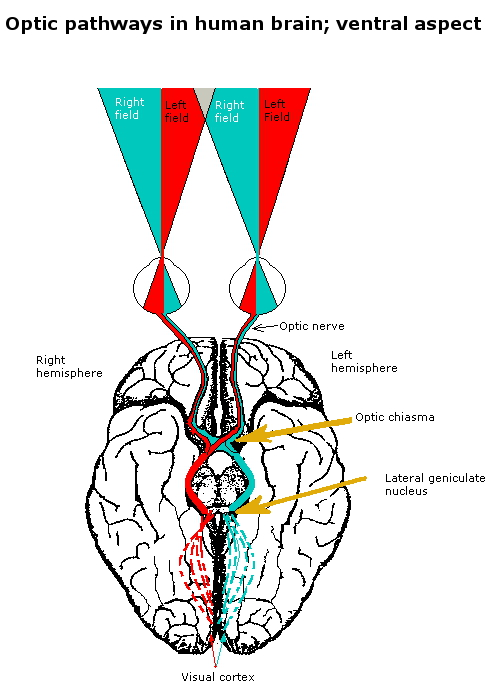
Hình vẽ minh họa cấu trúc giao thị, cho thấy các bó thần kinh truyền tín hiệu thông qua cơ quan tiếp nhận kích thích từ trường thị giác, như vậy thông tin được tải nạp đến vỏ não thị giác đối bên qua sự giao thoa này

## Não bộ

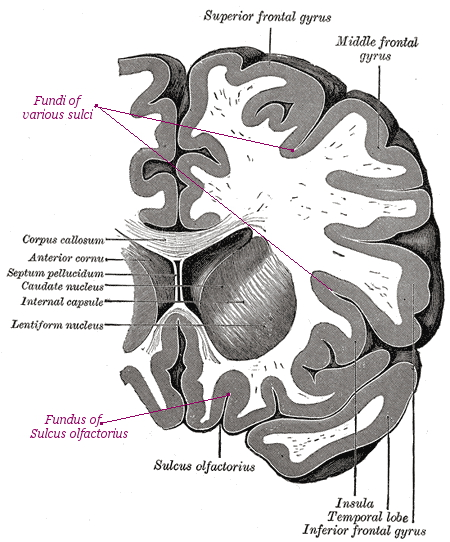
Hình ảnh minh họa thiết diện mặt phẳng trán của não, có các rãnh, hồi và đáy rãnh.

Trong giải phẫu học đại thể não bộ, có các thuật ngữ đặc trưng như là:
Hồi là nếp gấp phía ngoài não bộ, một ví dụ nói đến đó là hồi trước trung tâm. Rãnh là nếp gấp phía trong, cũng được coi là thung lũng trên bề mặt đại não (ví dụ làrãnh trung tâm). Ngoài ra còn thêm một số thuật ngữ như sau gồm có:
- Hồi liên kết là hồi nhỏ ẩn sâu dưới rãnh
- Đáy rãnh là vị trí tận cùng của rãnh

Khe được mô tả là:
1. Rãnh sâu được hình thành thông qua một quá trình với tên gọi là phân nắp hóa, điển hình là rãnh sylvius.
2. Rãnh sâu phân hóa từ quá trình biệt hóa các túi não, chẳng hạn là khe dọc hay còn được gọi là khe gian não.

## Ảnh não
Các từ ngữ viết tắt cũng được áp dụng cho chuyên ngành kĩ thuật hình ảnh. Phổ biến nhất là bao gồm MRI (chụp cộng hưởng từ) và CT (chụp cắt lớp vi tính).  